# Pablo Dacal
Pablo Dacal (* 30. Juni 1886 in Montevideo; † 1961) war ein uruguayischer Fußballspieler.

## Verein
Der rechte Half Dacal spielte mindestens von 1908 bis 1910 für den montevideanischen Verein River Plate Football Club in der Primera División. 1908 und 1910 feierte seine Mannschaft jeweils den Gewinn der uruguayischen Meisterschaft. 1916 stand er im Kader Nacionals. Die Bolsos beendeten in jenem Jahr die Saison ebenfalls als Uruguayischer Meister.

## Nationalmannschaft
Dacal war auch Mitglied der uruguayischen A-Nationalmannschaft. Insgesamt absolvierte er von seinem Debüt am 15. August 1908 bis zu seinem letzten Spiel für die Celeste am 15. August 1916 28 Länderspiele. Dabei erzielte er sechs Treffer.
Dacal nahm mit der Nationalelf an der auch als Copa Centenario Revolución de Mayo bezeichneten Südamerikameisterschaft 1910 (zwei Spiele, kein Tor) und an der Südamerikameisterschaft 1916 (kein Einsatz) teil. 1916 gewann er mit Uruguay den Titel.
Überdies siegte er mit der heimischen Nationalelf auch bei der Copa Gran Premio de Honor Argentino 1908, der Copa Lipton 1910 und 1911 und der Copa Newton der Jahre 1912, 1913 und 1915.

## Erfolge
- Südamerikameister (1916)
- Copa Gran Premio de Honor Argentino (1908)
- Copa Lipton (1910, 1911)
- Copa Newton (1912, 1913, 1915)
- Uruguayischer Meister (1908, 1910, 1916)